# Syndipnus phygadeuontoides
Syndipnus phygadeuontoides är en stekelart som beskrevs av Walley 1945. Syndipnus phygadeuontoides ingår i släktet Syndipnus och familjen brokparasitsteklar. Inga underarter finns listade i Catalogue of Life.